# 邢霖
邢霖（1453年—？），字時望，山西平陽府襄陵縣人，匠籍，明朝政治人物。

## 生平
成化十三年（1477年）丁酉科山西鄉試第二十五名舉人。成化二十三年（1487年）中式丁未科會試第三百四名，三甲第二百一十六名進士。官至长芦都转运盐使司运使，正德二年（1507年）八月致仕。

## 家族
曾祖邢敬禮；祖父邢茂政，贈國子監祭酒；父邢讓，禮部左侍郎。母梁氏（封恭人）。慈侍下。